# USS Amphion (ID-1888)
El USS Amphion fue un antiguo transatlántico alemán de pasajeros (llamado SS Köln) que más tarde sirvió como un transporte de tropas para la Fuerza Expedicionaria de los Estados Unidos durante la Primera Guerra Mundial. Fue el segundo buque de pasajeros alemán en utilizar el epónimo de Colonia, ciudad del actual estado de Renania del Norte-Westfalia.

## Primeros años
El USS Amphion comenzó su vida como un pequeño transatlántico de pasajeros, el SS Köln, en Geestemünde, Alemania, en 1899. Cuando estalló la Primera Guerra Mundial en 1914, el Köln fue utilizado por el gobierno de los Estados Unidos. Más tarde, en 1917 cuando los Estados Unidos entraron en la guerra, el Köln fue definitivamente confiscado y usado como buque de transporte de tropas y renombrado como USS Amphion, por el ejército estadounidense para trasladar efectivos de su fuerza expedicionaria a Francia. Durante este tiempo, el USS Amphion fue dañado en un encuentro con un submarino alemán, causando la muerte de dos tripulantes, seis heridos y una larguísima permanencia en puerto.

### Norddeutscher LloydKöln
El Köln fue construido en 1899 por J. C. Teckenborg A. G., Geestemünde (Alemania), para la naviera Norddeutscher Lloyd. El barco, con letras de señal QGTJ, era un barco de 7.410 toneladas de registro bruto (GTR), portando hélices gemelas, con cubiertas sencillas de construcción liviana en donde la cubierta superior no estaba completa sino que era una cubierta ligera sobre la principal. Había dos cubiertas completas. El barco estaba destinado al comercio de la línea entre Baltimore y Galveston con alojamiento limitado en clase de cabina y concentración en espacio de carga y pasajeros en tercera clase. El barco fue botado el 24 de julio de 1899 y  entregado el 18 de octubre de ese mismo año desde el astillero de Tecklenborg en Geestemünde. Fue puesto en servicio el 20 de octubre de ese mismo año en un viaje inaugural de Bremen a Galveston, a los que siguieron otros viajes:
- 21 de diciembre de 1899: De Bremerhaven a Baltimore.

- 4 de enero de 1902: De Bremerhaven a Nueva York.

- 7 de agosto de 1910: De Bremerhaven a Filadelfia.

- 26 de abril de 1912: De Hamburgo a Quebec y luego a Montreal.

- 24 de abril de 1914: De Bremerhaven a Boston y luego a Orleans.

- 29 de julio de 1914: A Boston

El Köln fue el primer buque de la clase Köln en ser enviado desde Wilhelmshaven a Asia Oriental el 10 de mayo de 1900 con el transporte de relevo para el escuadrón de cruceros, donde llegó a Tsingtao el 16 de junio. Al día siguiente, las cañoneras aliadas atacaron los fuertes de Taku. El despliegue masivo de las potencias occidentales a partir de entonces llevó a que el Köln permaneciera en la zona de guerra para llevar a cabo diversas tareas de transporte. No fue hasta el 24 de octubre en que el barco comenzó su marcha de regreso a casa con tripulaciones relevadas, después de que la fuerza expedicionaria internacional había desembarcado y la flota pudo regresar a sus bases, completando el relevo periódico de tripulación. El 10 de diciembre de 1900, el Köln regresó a casa después de haber sido utilizado durante más tiempo como destacamento.
La información de registro muestra un tonelaje neto de 4 666 t, una eslora de registro de 428 pies 9 pulgadas (130,7 m), una manga de 54 pies 3 pulgadas (16,5 m) y un calado de 39 pies 4 pulgadas (12,0 m).Los datos del USSB después de la guerra muestran un calado cargado de 38 pies 7 pulgadas (11,8 m) con 7 409 t de registro bruto (TRB) y 8 970 de tonelaje de peso muerto (DWT) en verano. La Marina muestra un calado en popa (Cpp) de 30 pies (9,1 m) con una eslora máxima (LOA) de 447 pies (136,2 m). Había seis bodegas con seis escotillas, la más grande de 26 pies (7,9 m) por 16 pies (4,9 m), servidas por diecisiete grúas y diez cabrestantes de cinco toneladas de capacidad cada uno. Dos calderas escocesas de doble extremo y dos de un solo extremo, un total de seis, proporcionaban vapor a dos motores de triple expansión.
El barco estaba configurado para transportar 120 pasajeros de segunda clase y 1 850 pasajeros de tercera clase y, además de Baltimore y Galveston, realizó viajes a Boston, Montreal, Nueva Orleans, Nueva York, Filadelfia y Quebec. El Köln hizo su último viaje a Boston el 29 de julio de 1914, donde le sorprendió la guerra y el internamiento consiguiente.

## Primera Guerra Mundial
Cuando estalló la Primera Guerra Mundial en agosto de 1914, el Köln fue internado por el gobierno de Estados Unidos. Cuando Estados Unidos entró en la guerra en abril de 1917, el Köln fue requisado el día 6 de ese mismo mes.

### USACTAmphion(abril de 1917 - abril de 1919)
La USSB (United States Shipping Board) operó el buque en este periodo, con una dotación de armamento naval para su protección, cumpliendo los requisitos del Ejército de los Estados Unidos, bajo el nombre de Amphion como Transporte Fletado del Ejército de los Estados Unidos (USACT por sus siglas en inglés) para ser utilizado como transporte de animales para proveer de mulas y caballos a la Fuerza Expedicionaria Estadounidense (AEF por sus siglas en inglés) en Francia.
El Amphion fue el primer transporte de animales que zarpó de Chesapeake el 14 de octubre de 1917, con forraje, 881 mulas, 169 caballos y carga general. El transporte, cargado con animales para la A.E.F., se acercaba solo a Brest el 30 de octubre de 1917, separado de un convoy en medio de la niebla, cuando un submarino emergió a la superficie cerca de la proa de babor. El oficial del puente giró bruscamente hacia el submarino, intentando embestir, y el cañón de proa disparó tres tiros seguidos por el cañón de popa. Algunos disparos parecieron ser acertados y los equipos de artillería fueron elogiados oficialmente.
El Amphion regresaba a los Estados Unidos el 12 de octubre de 1918 cuando el submarino alemán SMU-155 atacó con disparos en el Océano Atlántico a 36°06′N 62°59′W. El primer disparo desactivó la conexión inalámbrica del Amphion, y el submarino disparó unas doscientas balas más mientras el Amphion huía, disparando unas setenta y dos balas a cambio, y se cree que una a bordo fue un impacto. El fuego alemán arrasó las obras superiores y destruyó cinco botes salvavidas antes de que el Amphion dejara atrás al submarino. Dos miembros de la tripulación del barco murieron, uno de ellos duró hasta que aterrizó en las Bermudas, y los heridos más graves de los seis supervivientes, incluidos dos de los artilleros, fueron desembarcados para recibir tratamiento.

### USSAmphion(abril—Septiembre de 1919)
La Primera Guerra Mundial terminó el 11 de noviembre de 1918. Con el fin de la guerra, el Amphion fue transferido y comisionado a la Marina de los Estados Unidos como USS Amphion (número de identificación 1888) en abril de 1919. Entre el 21 de mayo y el 3 de septiembre de 1919, el USS Amphion viajó tres veces a Francia, dos a St. Nazaire y una vez a Brest, repatriando a una Fuerza Expedicionaria Estadounidense de 6 410 soldados norteamericanos.
El Amphion fue dado de baja en Brooklyn, Nueva York, el 27 de septiembre de 1919 y entregado a la United States Shipping Board (USSB) para su disposición. Su nombre fue simultáneamente retirado de la lista de la Marina. La USSB solicitó ofertas para el extenso trabajo de reacondicionamiento que se requeriría para hacer que el buque fuera apto para el trabajo civil como exclusivamente un buque de carga y dejó el contrato a la mejor oferta, con sede en Providence, Rhode Island. Se descubrió que era necesario un trabajo imprevisto, lo que retrasó el regreso del barco al servicio activo hasta el 14 de marzo de 1920, cuando el barco partió de Providence y fue devuelto a Nueva York a la espera de su asignación definitiva. El USS Amphion fue, finalmente, vendido por la USSB para desguace a la Boston Iron and Metal Company por 175 000 $ en 1924, tras otros cinco años de servicio.